# 永丰牌坊群
永丰牌坊群是仅次于歙县棠樾牌坊群的第二大古牌坊群，位于中国传统村落安徽省黄山市黄山区永丰乡永丰村岭下村口，包括五座清朝石牌坊，均为苏姓所建。
五座牌坊分别为：
- “表正伦常”节烈坊，立于清同治年间，四柱三间三楼冲天式，面阔4.43米，高6.45米，表彰苏文梓妻曹氏二十二夫亡，在歙县长陔乡避难时因斥骂太平军而遇难。楹联是“百世流芳标绰楔，九天赏赐贲丝纶”和“冰雪励清操兰中节妇，纲常明大义巾帼完人”。

- “光争日月”忠义坊，立于清光绪年间，面阔2.89米，高7.42米，表彰岭下“苏百万”苏成美乐善好施，于光绪三年捐赈白银千二百两，赈济山西旱灾。两联为“毕生清操瑶池雪，垂世高名海岳云”。

- “德协坤贞”贞节坊，立于清光绪年间，面阔2.86米，高7.03米，表彰苏文璐妻曹氏二十岁守寡，抚养侄儿成人。两联是“十七矢坚贞冰壶化洁，五旬完苦操彤管扬休”。

- “流芳千古”贞节坊，立于清光绪年间，面阔2.89米，高7.35米。表彰苏文楷妻杜氏十九岁结婚后半年守寡，抚养嗣子成人。两联是“冂冂功节留彤管，绰楔殊荣重柏贞”。

- “冰清玉洁”贞节坊，立于清光绪年间，面阔2.85米，高7.43米。表彰苏文拔妻杜氏二十七岁守寡。两联是“盟山誓海三生愿，皎日秋霜万古思”。

1965年，永丰乡修建沿山水库，将永丰牌坊群作为“四旧”全部推倒，作为兴修水库的石料。2009年起，文物管理员汪家平着手调查牌坊群的历史，2013年发现了这些埋没依旧的基本上保存完好的牌坊石，随即着手修缮和重建。2015年依照原样拼接，重新竖立在岭下苏村水口的观音桥处，与乡村景观结合，强化了村落的文化特征。2017年列为第五批黄山市文物保护单位
。